# Kratos XQ-58 Valkyrie
Kratos XQ-58 Valkyrie é um veículo aéreo de combate não tripulado furtivo experimental (UCAV) projetado e construído pela Kratos Defense & Security Solutions para o programa Demonstrador de Ataques a Atributos de Baixo Custo da Força Aérea dos Estados Unidos (LCASD). Valkyrie foi planejado para escoltar o F-22 ou o F-35 durante missões de combate e pode usar armas ou sistemas de vigilância.
Ele foi inicialmente designado como XQ-222. A Valkyrie completou com sucesso seu primeiro voo em 5 de março de 2019 em Yuma Proving Ground, Arizona. O quarto teste de vôo foi em 23 de janeiro de 2020.